# Alina Tumilovitj
Alina Tumilovitj (vitryska: Алина Артуровна Тумилович), född den 21 april 1990 i Minsk, Vitryssland, Sovjetunionen, är en vitrysk gymnast.
Hon var med och tog OS-silver i trupp i rytmisk gymnastik i samband med de olympiska gymnastiktävlingarna 2012 i London.
Hon tog även OS-brons i trupp i rytmisk gymnastik i samband med de olympiska gymnastiktävlingarna 2008 i Peking.